# Ухань
Уха́нь (кит. трад. 武漢, спр. 武汉, піньїнь: Wǔhàn, акад. Ухань, МФА: [ù.xân]) — місто в Китаї, провінція Хубей. Адміністративний центр провінції. Розташоване в Центральному Китаї, в районі злиття річок Янцзи та Ханьшуй. Одне з найбільших міст на річці Янцзи, комерційний осередок, центр чорної металургії. Створене шляхом злиття (1950) міст Ханькоу, Ханьян та Учан. Було центром тайпінського повстання (1851—1864) і Сінхайської революції 1911 року. У 1890-х рр. тут збудували перший сучасний металургійний завод. На території Уханя знаходиться велике озеро Дунху. Одним із відомих символів міста є Башта Жовтого Журавля. Місто-побратим Києва (з 1990). У місті діє Уханьський університет (1913), Національна лабораторія біобезпеки (2017; колишній Інститут вірусології). Стало епіцентром спалаху коронавірусу (з 2019 року). Населення — 9 млн осіб (2007). З визначних пам'яток відомий буддійський храмовий комплекс Баотонг (V століття, династія Південна Сун).

## Назва
Офіційна назва — місто Ухань (武汉市, Wǔhàn-shì, Ухан-ши); створена шляхом об'єднання назв колишніх міст Учан (武昌) і колишнього міста Ханькоу (汉口). Скорочена назва — Хань (汉, Hàn, Хан); поетична — Річкове місто (江城, Jiāngchéng).

## Історія

### Стародавні часи і середньовіччя
Перші поселення на цій території з'явилися в період Західної династії Чжоу (1046—771 рр. до н. е.), На південний захід від Уханга, яка деякий час була столицею Ву в епоху трьох королівств (220—280). Вучан також відігравав важливу адміністративну роль під час правління династій Юан (1206—1368) та Мін (1368—1644), коли він був столицею провінції.
В період династії Суй (581—618) було засновано місто Ханьян. Воно не відігравало важливої ролі на відміну від сусіднього Ханку (відомого на той час як Сяку (夏)), яке під час династії Пін стало одним з головних комерційних центрів держави.

### Нова і новітня доба
У 1858 році, згідно з Тієнтенським договором між Китаєм, Францією та Великою Британією, Ханку був відкритий для зовнішньої торгівлі, що дало додатковий поштовх економічному розвитку трьох сусідніх міст. В 1861—1896 роках у Ганкоу було надано ліцензії англійцям, французам, німцям, японцям та росіянам, завдяки яким було створено багато іноземних підприємств, що займаються торгівлею та експедиціями.
Ханькоу, Вучан і Ханьян відіграли важливу роль в історії Китаю XX століття. В 1911 р. У військових казармах Вучану розпочалася революція Сіньхай (1911—12), яка призвела до повалення династії Цін. Територія сьогоднішнього Уханя була основною ареною боротьби між імперськими силами та революціонерами, основною метою яких було захоплення арсеналу в Ханьяні.
В 1923 році близько 20 000 робітників із Ханькоу організували загальний страйк, який став наймасштабнішим за всю історію Китаю.
У грудні 1926 року Ханькоу був захоплений силами Гоміньдану, що рухались із Гуандун на північ, що означало посилення націоналістів у середній частині Янцзи. Одразу після вторгнення в Гоміньданг у місті відбулися антибританські заворушення. Натовп напав на британські об'єкти, після чого було укладено угоду з англійцями, щоб дозволити китайцям керувати концесіями. Ханку, Ханьян і Вучан незабаром стали центром конфлікту між націоналістами і комуністами, які розірвали співпрацю. В 1927 році ліва гілка Гоміньдану зробила Ганку своєю штаб-квартирою. Мао Цзедун, згодом лідер Китайської Народної Республіки, заснував Інститут Народного Руху в Учані, де в 1927 р. відбувся п'ятий з'їзд Комуністичної партії Китаю. В 1928 році інститут Зіцян, заснований у 1893 році, був перетворений на університет Уханя.
Після японської окупації Нанкін у 1937 році уряд Гоміньдану відійшов до Ханку, який став центром опору Китаю. Японці після більш ніж чотирьох місяців боїв захопили Ханку в жовтні 1938 року й окупували його до 1945 року, коли місто повернулося під контроль Гоміндану.

### Комуністична доба
В 1949 році Ханькоу, Ханьян і Вучан були захоплені комуністами й об'єднані в одне місто Ухань.
У 1950-х роках 20 століття спостерігається бурхливий розвиток промисловості, в основному важкої промисловості. У 1957 році в Ухані був побудований перший автомобільний та залізничний міст у Янцзи.
В 1958 році в Ухані був створений Інститут вірусології, в якому у 2017 році відкрилася Національна лабораторія біобезпеки, де вивчаються небезпечні патогени, в тому числі Вірус ГРВІ та вірус Ебола (BSL-4).

### Епіцентр коронавірусу
З 24 січня по 4 квітня 2020 року Ухань був закритий на карантин через епідемію вірусу 2019-nCoV. За цей період в Ухані коронавірус вразив 50340 осіб (0,5 % населення міста), з яких 3869 осіб померли (7,7 % із числа усіх зареєстрованих хворих). Карантин у місті тривав більше двох місяців і був одним з найбільших і найстрогіших заходів у світі для боротьби з поширенням вірусу. З метою забезпечення безпеки мешканців Ухані були закриті всі громадські місця, включаючи школи, ресторани, музеї та парки. Заборонено було проведення будь-яких масових заходів та громадських зібрань.

## Адміністративно-територіальний поділ
Місто субпровінційного значення Ухань поділяється на 13 районів:
|                  |              |  |                  |            |
| Власне Ухань     | Власне Ухань |  | Передмістя       | Передмістя |
| ■ Район Цзянань  | 江岸区       |  | ■ Район Хуншань  | 洪山区     |
| ■ Район Цзянхань | 江汉区       |  | ■ Район Цайдянь  | 蔡甸区     |
| ■ Район Цяокоу   | 硚口区       |  | ■ Район Дунсіху  | 东西湖区   |
| ■ Район Ханьян   | 汉阳区       |  | ■ Район Ханьнань | 汉南区     |
| ■ Район Учан     | 武昌区       |  | ■ Район Цзянся   | 江夏区     |
| ■ Район Ціншань  | 青山区       |  | ■ Район Хуанпі   | 黄陂区     |
|                  |              |  | ■ Район Сіньчжоу | 新洲区     |

До 1949 року, район Учан існував як окрема адміністративна одиниця, та впродовж періоду до 1995 року, внаслідок бурхливої урбанізації, він злився з Уханем, у зв'язку з чим після 1995 був переформований у район Учан.

## Транспорт
В місті розташовано три мости через Янцзи. Перший міст побудований в 1957, він поєднав Зміїний пагорб (в Учан) і Черепаший пагорб (в Ханьян). Повна довжина моста — 1680 м. Другий, вантовий міст, побудований з бетону, має центральний проміжок між опорами 400 м, його загальна довжина 4678 м (в тому числі 1877 м основного моста), а ширина від 26,5 до 33,5 м передмостові стовпи, що стягують 392 металеві ванти, мають у висоту 90 м. На мосту шість смуг для руху, що забезпечує пропускну здатність в 50 000 автомобілів на добу. Будівництво третього мосту почалося в 1997 і було завершено у вересні 2000. Він розташований в 8,6 км на північний захід від Першого моста. Інвестиції склали понад 1,4 млрд юанів (близько 170 млн доларів США). Загальна довжина моста 3586 м, ширина 26,5 м. На мосту шість смуг для руху, що забезпечує пропускну здатність в 50 000 автомобілів на добу.
У 2004 році в місті відкрилася перша лінія метрополітену. На початок 2018 року в місті працюють 7 ліній та 166 станцій.

## Економіка
Місто Ухань залучило іноземних інвестицій з більше ніж 80 країн світу, при яких було засновано 5973 компаній з іноземних капіталом із загальною сумою вкладеного капіталу в $22,45 млрд доларів. Серед них є близько 50 компаній із Франції, серед яких є такі відомі компанії як Renault і Groupe PSA, що мають робочі площі в місті, і складають майже третину французьких інвестицій в Китаї. Муніципальний уряд пропонує різні пільгові політики для заохочення іноземних інвестицій, включаючи пільги з оподаткування, знижені процентні ставки за кредитом та державні субсидії.
Ухань є важливим центром розвитку економіки, торгівлі, фінансової, транспортної сфер, інформаційних технологій, і освіти в Китаї. Основні галузі промисловості включають виробництво оптично-електронних пристроїв, автомобілебудування, виробництво чавуну та сталі, новий фармацевтичний сектор, біоінженерія, виробництво нових матеріалів і захисту довкілля. Уханська Корпорація Сталі та Заліза (Wuhan Iron and Steel Corporation (WISCO) та Dongfeng-Citroen Automobile Co., Ltd headquartered та Крекінг-установка в Ухані знаходяться у місті. У списку пріоритетного розвитку визначена галузь розвитку стійкості довкілля, що включають до себе технології з енергетичної ефективності і відновлюваної енергії.

## Освіта і наука

### Університети
- Уханьський університет
- Хуачжуньський університет науки і технології
- Уханьський університет технологій
- Педагогічний університет Центрального Китаю
- Хуачжуньський аграрний університет
- Хубейський університет
- Китайський університет геонаук
- Хубейський університет китайської медицини
- Чжуннанський університет економіки та права
- Уханьський політехнічний університет

### Проектні інститути
- Уханьський проектний і науково-дослідний інститут вугільних технологій

## Клімат
Ухань знаходиться в зоні вологого субтропічного клімату (Cfa за класифікацією кліматів Кеппена). Для міста характерні чотири виражені сезони і велика кількість опадів. Весна та осінь, як правило, м'які, зима прохолодна, іноді випадає сніг, а літо дуже вологе.
| Клімат Уханя (1981–2010, екстремуми – з 1951) | Клімат Уханя (1981–2010, екстремуми – з 1951) | Клімат Уханя (1981–2010, екстремуми – з 1951) | Клімат Уханя (1981–2010, екстремуми – з 1951) | Клімат Уханя (1981–2010, екстремуми – з 1951) | Клімат Уханя (1981–2010, екстремуми – з 1951) | Клімат Уханя (1981–2010, екстремуми – з 1951) | Клімат Уханя (1981–2010, екстремуми – з 1951) | Клімат Уханя (1981–2010, екстремуми – з 1951) | Клімат Уханя (1981–2010, екстремуми – з 1951) | Клімат Уханя (1981–2010, екстремуми – з 1951) | Клімат Уханя (1981–2010, екстремуми – з 1951) | Клімат Уханя (1981–2010, екстремуми – з 1951) | Клімат Уханя (1981–2010, екстремуми – з 1951) |
| Показник                                      | Січ.                                          | Лют.                                          | Бер.                                          | Квіт.                                         | Трав.                                         | Черв.                                         | Лип.                                          | Серп.                                         | Вер.                                          | Жовт.                                         | Лист.                                         | Груд.                                         | Рік                                           |
| Абсолютний максимум, °C                       | 25,4                                          | 29,1                                          | 32,4                                          | 35,1                                          | 36,1                                          | 37,8                                          | 39,7                                          | 39,6                                          | 37,6                                          | 34,4                                          | 30,4                                          | 23,3                                          | 39,7                                          |
| Середній максимум, °C                         | 8,1                                           | 10,7                                          | 15,2                                          | 22,1                                          | 27,1                                          | 30,2                                          | 32,9                                          | 32,5                                          | 28,5                                          | 23,0                                          | 16,8                                          | 10,8                                          | 21,5                                          |
| Середня температура, °C                       | 4,0                                           | 6,6                                           | 10,9                                          | 17,4                                          | 22,6                                          | 26,2                                          | 29,1                                          | 28,4                                          | 24,1                                          | 18,2                                          | 11,9                                          | 6,2                                           | 17,1                                          |
| Середній мінімум, °C                          | 1,0                                           | 3,5                                           | 7,4                                           | 13,6                                          | 18,9                                          | 22,9                                          | 26,0                                          | 25,3                                          | 20,7                                          | 14,7                                          | 8,4                                           | 2,9                                           | 13,8                                          |
| Абсолютний мінімум, °C                        | −18,1                                         | −14,8                                         | −5                                            | −0,3                                          | 7,2                                           | 13,0                                          | 17,3                                          | 16,4                                          | 10,1                                          | 1,3                                           | −7,1                                          | −10,1                                         | −18,1                                         |
| Середня кількість сонячних годин на місяць    | 101,9                                         | 97,0                                          | 121,8                                         | 152,8                                         | 181,0                                         | 170,9                                         | 220,2                                         | 226,4                                         | 175,8                                         | 151,9                                         | 139,3                                         | 126,5                                         | 1865,5                                        |
| Норма опадів, мм                              | 49.0                                          | 67.6                                          | 89.5                                          | 136.4                                         | 166.9                                         | 219.9                                         | 224.7                                         | 117.4                                         | 74.3                                          | 81.3                                          | 59.1                                          | 29.7                                          | 1315.8                                        |
| Днів з опадами                                | 9,5                                           | 9,8                                           | 13,1                                          | 12,5                                          | 12,2                                          | 11,8                                          | 11,6                                          | 9,6                                           | 7,5                                           | 9,0                                           | 8,0                                           | 6,9                                           | 121,5                                         |
| Вологість повітря, %                          | 76                                            | 75                                            | 76                                            | 75                                            | 74                                            | 77                                            | 77                                            | 77                                            | 75                                            | 76                                            | 75                                            | 73                                            | 76                                            |
| --------------------------------------------- | --------------------------------------------- | --------------------------------------------- | --------------------------------------------- | --------------------------------------------- | --------------------------------------------- | --------------------------------------------- | --------------------------------------------- | --------------------------------------------- | --------------------------------------------- | --------------------------------------------- | --------------------------------------------- | --------------------------------------------- | --------------------------------------------- |
| Джерело: China Meteorological Administration  |                                               |                                               |                                               |                                               |                                               |                                               |                                               |                                               |                                               |                                               |                                               |                                               |                                               |

## Уродженці
- Цинь Йонмін (* 1953) — китайський правозахисник, політичний активіст та дисидент, співзасновник Демократичної партії Китаю.